# Reticulana costilinea
Reticulana costilinea är en fjärilsart som beskrevs av George Thomas Bethune-Baker 1906. Reticulana costilinea ingår i släktet Reticulana och familjen nattflyn. Inga underarter finns listade.